# Curva J

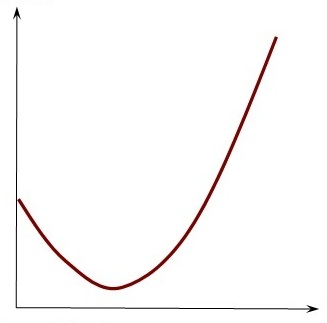
Representação da J-Curve.

Curva J também conhecida como  "Davies' J-Curve" é parte de um modelo matemático desenvolvido por James Davies Chowning, um cientista político e sociólogo norte-americano, para tentar explicar as revoluções políticas.
Davies afirma que as revoluções são uma resposta a uma súbita inversão de fortunas depois de um longo período de crescimento econômico.
A teoria é muitas vezes aplicada para explicar a agitação social e os esforços desenvolvidos pelos governos para conter esta agitação.
Esta situação é conhecida como "Davies' J-Curve", porque o desenvolvimento econômico seguido por uma depressão, pode ser representado matematicamente por um "J" de cabeça para baixo.